# Al-Muftahijja
Al-Muftahijja (arab. المفتاحية) – wieś w Syrii, w muhafazie Aleppo. W 2004 roku liczyła 1886 mieszkańców.